# Wärmekugel

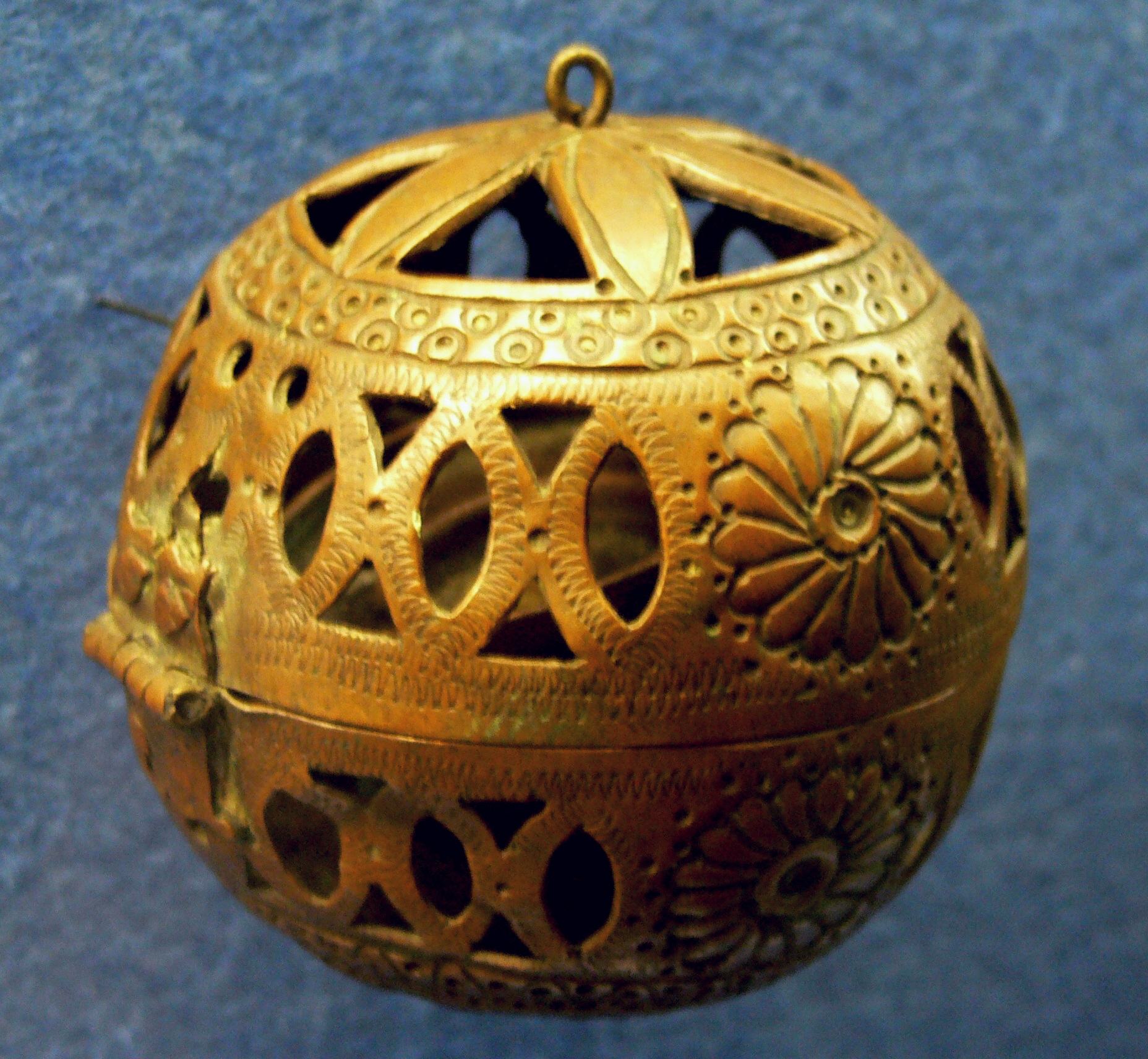
Wärmeapfel aus Kupfer, 15. Jahrhundert (Museum zu Allerheiligen, Schaffhausen)

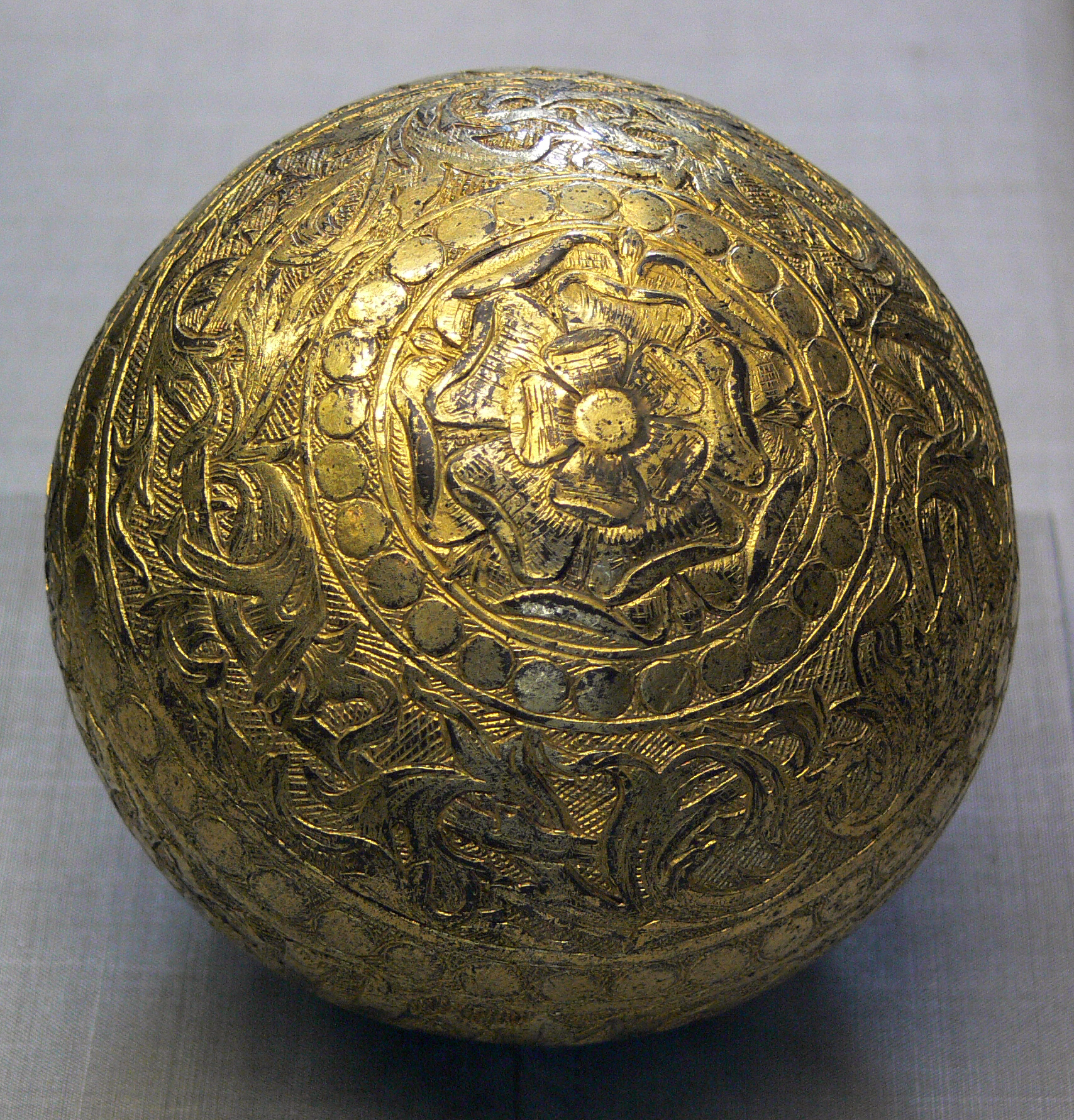
Wärmeapfel aus vergoldeter Bronze; Norddeutschland, 2. Hälfte des 15. Jahrhunderts (Kunstgewerbemuseum Berlin)

Wärm(e)kugeln, Wärm(e)äpfel oder Handwärmer sind metallene, tragbare Hohlkugeln mit einer Wärmequelle im Innern, die bis ins 18. Jahrhundert zum Anwärmen der Hände in kalten Räumen verwendet wurden.

## Aufbau
Mögliche Materialien für Wärmekugeln waren Gold, Silber, Messing, Kupfer, Bronze oder Eisen. Die allermeisten Exemplare besaßen eine perforierte, manchmal dekorierte Oberfläche. Wenn für die Wärmequelle keine Luftzufuhr vorgesehen war, hatte die Kugel keine Öffnungen; es gibt allerdings Beispiele für Wärmekugeln, deren Heizquelle keine Luftzufuhr benötigte und die dennoch durchlöchert waren. Die obere Hälfte der meist etwa 12–15 cm großen Kugeln ließ sich abnehmen, aufklappen, oder – vor allem bei nachmittelalterlichen Exemplaren – aufschrauben.
Im Inneren der Kugel befindet sich eine mit Schweberingen gesicherte kardanische Aufhängung, die eine kleine Pfanne mit der Wärmequelle in waagrechter Lage hält, damit kein Verschütten möglich ist. Als Heizquelle eigneten sich glimmende Holzkohle, ein glühender Metallbolzen oder eine Wachskerze, ab der Renaissance auch Öl oder Weingeist. Dementsprechend ist der Rezipient als flache Schale, Drahtbügel, Schüsselchen oder – bei Ölbeheizung – als geschlossenes Gefäß mit einem Loch für den Docht gefertigt.
Wärmekugeln wurden auf die gleiche Weise wie die normalen Räucherkugeln hergestellt.

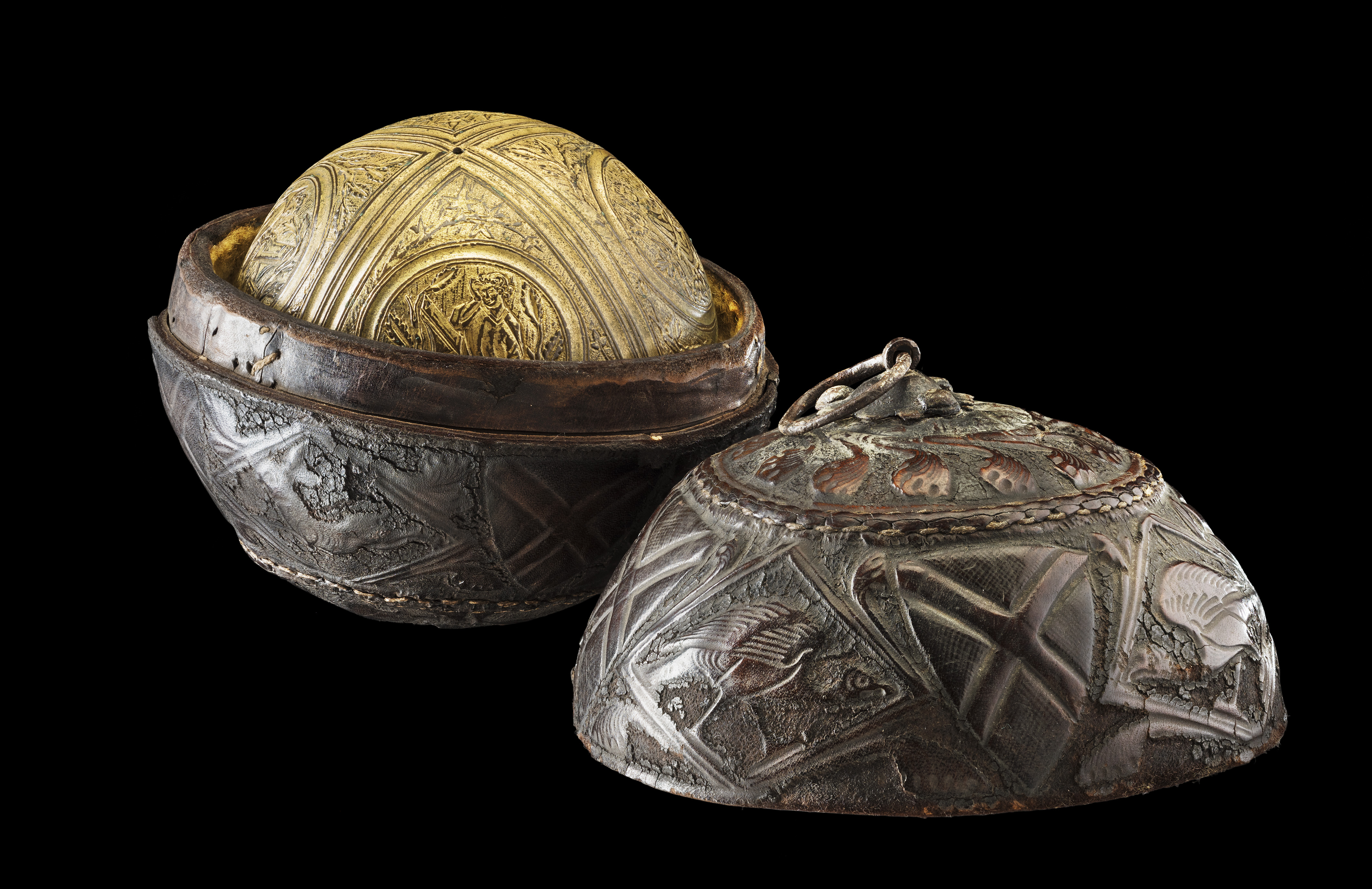
Wärmeapfel mit Futteral, Bronze, vergoldet, und Leder, Maasgebiet oder Nordfrankreich, Ende 13. Jahrhundert (Kulturstiftung Sachsen-Anhalt, Domschatz Halberstadt)

Die Einordnung von urkundlich erwähnten Objekten als Wärmekugeln gestaltet sich nicht immer einfach, da es viele ähnliche Objekte wie Räucherkugeln, Reliquienbehälter, Bisamäpfel, Siegelschnurkapseln, Chormantelschließen und andere gibt. Orientalische Räucherkugeln, die seit dem 14. Jahrhundert ihren Weg nach Europa fanden, beherbergen ähnlich wie Wärmekugeln eine kardanische Aufhängung.

## Geschichte
Wärmekugeln sind aus Europa, Syrien und Ostasien überliefert, wobei europäische Exemplare am seltensten sind. Die meisten sind aus Bronze oder Messing gefertigt. Das älteste erhaltene Objekt besteht aus Silber. Es stammt aus China und wurde spätestens im Jahre 756 hergestellt.

### Mittelalter

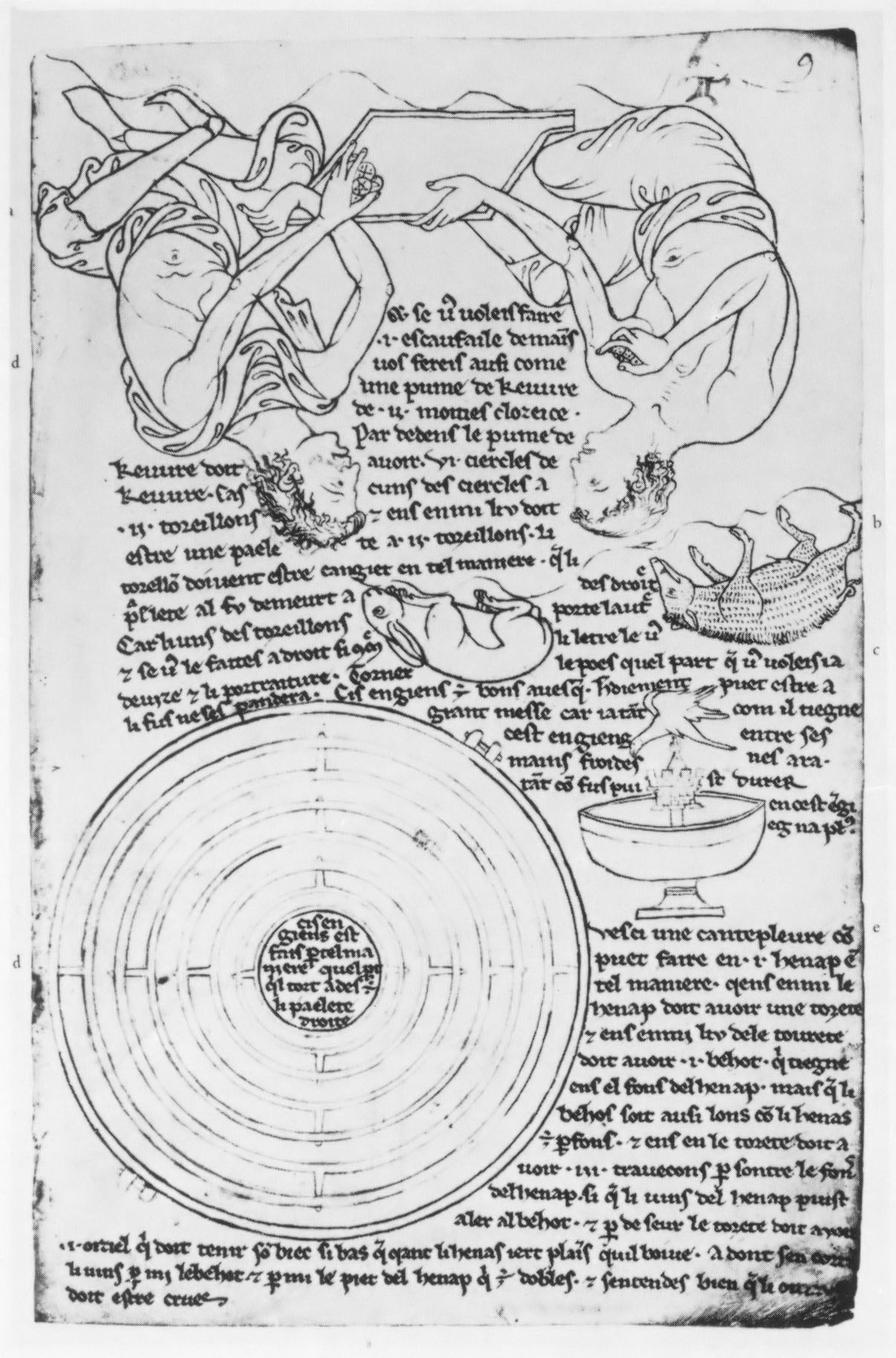
Querschnittszeichnung einer Wärmekugel („escaufaile de mains“) mit übertrieben komplizierter kardanischer Aufhängung aus sechs Ringen von Villard de Honnecourt (um 1235)

Der Ursprung der Wärmekugeln ist unklar, in Europa fanden sie vermutlich zuerst im kirchlichen Bereich Gebrauch, wo sie als „pomum“ bekannt waren. Sie wurden von Priestern verwendet, um sich beim Gottesdienst vor dem Austeilen der Hostie zu wärmen. Dadurch blieben die Finger auch bei Kälte beweglich, und das Risiko, Wein und Brot zu verschütten, war geringer. Offenbar lagen die Wärmekugeln lose auf dem Altar herum, denn eine Notiz von 827 berichtet vom Diebstahl eines Exemplars. Da von der Mitte des 5. bis zum Beginn des 13. Jahrhunderts von einem Wulstrand umrahmte Mensen üblich waren, bestand keine Gefahr, dass sie herunterrollten.
Die älteste europäische Quelle, die Wärmekugeln erwähnt, ist die aus dem 8. Jahrhundert stammende Vita des hl. Eligius, des Patrons der Goldschmiede, der in Paris eine Kirche baute „et axes incircuitu throni altaris auro operuit et posuit in eis poma aurea, retundiles atque gemmatas“. Inventarähnliche Verzeichnisse der Abtei Saint-Riquier (Centula) aus der Zeit um 800 sowie 831 führen mehrere „poma altaria“ auf. Bei weiteren Einträgen aus dem Inventar der Benediktinerabtei Sint Truiden (Saint-Trond) in Belgien (870) und der Kathedrale von Clermont (um 990) ist ungewiss, ob sie sich tatsächlich auf Wärmekugeln beziehen.
Das 1214 erstellte Inventarverzeichnis der Kathedrale von Salisbury nennt zum ersten Mal explizit die Wärmfunktion des pomum als „pomum unum argenteum ad calefaciend. manus“. Spätestens zu Beginn des 13. Jahrhunderts kamen tellerförmige Schalen auf, um die Kugel sicher an ihrem Platz zu halten. Ob sie mit der Wärmekugel fest verbunden waren oder letztere nur hineingelegt wurde, ist unklar. Die Quellen, die eine derartige Schale („scutella“) nennen, stammen allesamt aus England. Aus den Jahren 1295, 1322 und 1353 sind Exemplare mit Lederetui bezeugt, im Domschatz Halberstadt hat sich ein solches Lederetui samt Wärmeapfel aus dem Ende des 13. Jahrhunderts erhalten. Die Wärmekugeln hochrangiger Kirchenmänner waren besonders kunstvoll – etwa mit Tierreliefs – verziert und genossen nach deren Tod reliquienhafte Verehrung. Eine Handschrift von 1257 aus Roskilde (Dänemark) legt eine zur damaligen Zeit weitreichende Verbreitung der Wärmekugeln in Europa nahe.
Die Quellen zu Wärmekugeln häufen sich im 14. und 15. Jahrhundert. Einer Notiz aus Lille zufolge erforderte die kardanische Aufhängung gelegentliche Reparaturen. Sie besagt außerdem, dass es für jeden einzelnen Altar eine eigene Wärmekugel gab. Die älteste Nachricht, die mit Sicherheit eine Wärmekugel für weltliche Verwendungszwecke nennt, ist die 1305 im Nachlass des Grafen Guy von Flandern erwähnte „pume d’argent dorée, pour escoufers ses mains“. Offenbar waren Wärmekugeln unter den wohlhabenden (aristokratischen) Kreisen des 14. Jahrhunderts recht verbreitet, da sie, wie aus einer Schätzliste aus Avignon von 1360 hervorgeht, von Händlern verkauft wurden. Wärmekugeln wurden in der Folge zu einem Luxusgegenstand; besonders aus französischen Höfen wurde gegen Ende des 14. Jahrhunderts von aufwändig gestalteten Exemplaren berichtet. Auch in England und Schottland finden sich Hinweise auf Wärmekugeln für weltliche Zwecke. Ein 1353 erwähntes Exemplar, das Papst Innozenz VI. in Avignon besaß, war aus Goldemail gefertigt. Es wurde auch von Kombinationen aus Wärmekugel und Bisamapfel berichtet. In diesem Fall steigerte die Wärme zusätzlich die Duftentwicklung.

### Nachmittelalter
In der Gegend um Venedig wurden im Laufe des 15. Jahrhunderts Wärmekugeln im orientalischen Stil in großer Zahl gefertigt und exportiert. Um 1600 gab es wohl noch ein anderes italienisches Herstellungszentrum von Wärmekugeln, da sich eine Gruppe überlieferter Exemplare durch einen ähnlichen Stil auszeichnet.
Ab dem 16. Jahrhundert sind mit einem Standfuß fest verbundene Wärmekugeln aus Deutschland bezeugt. Mindestens zwei oder drei der elf aus dem europäischen Mittelalter erhaltenen Wärmekugeln waren mit einer Kette versehen, um sie am Handgelenk oder – sofern am Kettenende ein Ring vorhanden war – am Finger zu tragen. Erst ab dem 17. Jahrhundert wurde die Kette allgemein gebräuchlich.
Im 17. Jahrhundert hatte die Wärmekugel dank wachsenden Wohlstands in allen Volksschichten Einzug gefunden, wodurch sie zum einfachen Gebrauchsgegenstand von geringerer Kunstfertigkeit wurde. So wurden nunmehr Messing, Kupfer und Eisenblech als Material verwendet. In Ulrich Baumgartners 1611–1615 entstandenem Pommerschen Kunstschrank befindet sich ein silbernes, teilweise vergoldetes Exemplar.
Im 18. Jahrhundert verlor sich das Interesse an Wärmekugeln. Im kirchlichen Bereich verwendete man stattdessen mit heißem Wasser gefüllte Gefäße, so genannte „Wärmkästgen“.
Heute erfüllen moderne Handwärmer oder Taschenöfen den gleichen Zweck wie Wärmekugeln. Das Gegenstück zu den Wärmekugeln waren die viel selteneren Kühlkugeln.